# 23rd Infantry Division (United States Army)
La 23rd Infantry Division (23ª Divisione di fanteria) , più comunemente conosciuta come Americal Division, è stata una divisione di fanteria dell'esercito degli Stati Uniti che fu attivata il 27 maggio 1942 sull'isola di Nuova Caledonia.
Subito dopo l'attacco di Pearl Harbor, gli Stati Uniti avevano mandato tre reggimenti per difendere l'isola da un eventuale attacco giapponese, la 23ª fu l'unica divisione ad essere formata al di fuori del territorio statunitense durante la seconda guerra mondiale, cosa che si sarebbe poi ripetuta durante la guerra del Vietnam, tranne che in Corea. Su suggerimento dei suoi subordinati, il comandante di divisione, il Maggior generale Alexander Patch, richiese che la divisione fosse identificata come Americal Division—essendo il nome una contrazione di  "American, New Caledonian Division", una cosa inusuale in quanto la maggior parte delle divisioni statunitensi era identificata con un numero arabo. Alla fine della seconda guerra mondiale la divisione fu ufficialmente rinominata 23rd Infantry Division ma ciò nonostante è raramente identificata con il numero, anche sugli ordini ufficiali.
In seguito all'inizio del conflitto in Corea essa fu riattivata nel 1950 e a differenza di come avvenne durante la seconda guerra mondiale e poi in Vietnam essa fu riattivata per la prima e unica volta sul territorio statunitense per poi essere inviata al fronte a combattere. Dopo essere stata disattivata nel 1956, la divisione venne ricostituita ufficialmente nel 1967 durante la guerra del Vietnam (esattamente come durante il secondo conflitto mondiale a differenza della Corea) e venne schierata nella I Regione militare a sud della zona smilitarizzata del 17° parallelo. L'Americal division fu impegnata in numerose battaglie; essa tuttavia è diventata famosa in quanto un plotone  comandato dal tenente William Calley e appartenente alla 11th Infantry Brigade della divisione, commise il massacro di My Lai. Al ritorno dal Vietnam la divisione fu disattivata nel novembre 1971.